# 지포스
지포스(GeForce)는 엔비디아가 설계한 개인용 컴퓨터의 그래픽 칩셋의 상표이다. 첫 지포스 제품들은 상당수의 컴퓨터 게임 커뮤니티를 위해 설계되었지만 이후 제품의 생산 라인은 저가부터 고가의 그래픽카드 시장 진출을 위해 확대되었다.
지포스 40 시리즈에는 18번의 디자인 반복이 있었다. 첫 번째 지포스 제품은 고수익 PC 게임 시장을 겨냥한 추가 그래픽 보드용으로 설계된 외장 GPU였으며, 이후 제품 라인의 다양화는 비용에 민감한 메인보드 내장 GPU에서부터 메인스트림 애드인 리테일 보드에 이르기까지 PC 그래픽 시장의 모든 계층을 포괄했다. 가장 최근에는 전자 핸드헬드 및 모바일 핸드셋용으로 설계된 엔비디아의 임베디드 애플리케이션 프로세서 제품군에 지포스 기술이 도입되었다.
추가 그래픽 보드에 사용되는 외장 GPU와 관련하여 엔비디아의 지포스 및 AMD의 라데온 GPU는 고급 시장에서 유일하게 남아 있는 경쟁자이다. 지포스 GPU는 독점적인 CUDA(Compute Unified Device Architecture) 덕분에 범용 그래픽 프로세서 장치(GPGPU) 시장에서 매우 지배적이다. GPGPU는 3D 그래픽의 전통적인 래스터화를 넘어 GPU 기능을 확장하여 CPU와 동일한 방식으로 임의의 프로그래밍 코드를 실행할 수 있다.

## 브랜드명의 기원
"지포스"라는 이름은 1999년 엔비디아에서 주관한 "Name That Chip"이라는 공모전에서 채택된 이름이다.
당시 엔비디아는 새로운 RIVA TNT2 후속 그래픽 보드의 이름을 공모로 채택하려 했고, 12,000명의 후보 가운데 7명을 선발, "RIVA TNT2 울트라"를 상품으로 주었다.
 엔비디아의 수석 PR 관리자인 브라이언 브루크(Brian Burke)는 2002년에 맥시멈 PC에서 지포스 256은 CPU로부터의 기능 부담을 덜어주기 위해 T&L 기하(geometry) 연산을 계산하는 개인용 컴퓨터용 최초의 GPU였기 때문에 지포스는 원래 지오메트리 포스(Geometry Force)를 의미했다고 말했다.

## 세대
| 1999 | 지포스 256         |
| 2000 | 지포스 2 시리즈    |
| 2001 | 지포스 3 시리즈    |
| 2002 | 지포스 4 시리즈    |
| 2003 | 지포스 FX 시리즈   |
| 2004 | 지포스 6 시리즈    |
| 2005 | 지포스 7 시리즈    |
| 2006 | 지포스 8 시리즈    |
| 2007 |                    |
| 2008 | 지포스 9 시리즈    |
| 2008 | 지포스 200 시리즈  |
| 2009 | 지포스 100 시리즈  |
| 2009 | 지포스 300 시리즈  |
| 2010 | 지포스 400 시리즈  |
| 2010 | 지포스 500 시리즈  |
| 2011 |                    |
| 2012 | 지포스 600 시리즈  |
| 2013 | 지포스 700 시리즈  |
| 2014 | 지포스 800M 시리즈 |
| 2014 | 지포스 900 시리즈  |
| 2015 |                    |
| 2016 | 지포스 10 시리즈   |
| 2017 |                    |
| 2018 | 지포스 20 시리즈   |
| 2019 | 지포스 16 시리즈   |
| 2020 | 지포스 30 시리즈   |
| 2021 |                    |
| 2022 | 지포스 40 시리즈   |
| 2023 |                    |
| 2024 |                    |
| 2025 | 지포스 50 시리즈   |

### 지포스 256
지포스 256은 1999년 10월에 출시되었다.

### 지포스 2 시리즈
2000년 3월에 출시된 최초의 지포스 2(NV15)는 또 다른 고성능 그래픽 칩이었다. 엔비디아는 파이프라인(4x2) 설계당 트윈 텍스처 프로세서로 전환하여 지포스 256에 비해 클럭당 텍스처 채우기 속도를 두 배로 늘렸다. 나중에 엔비디아는 지포스 256과 유사한 성능을 제공하지만 비용은 훨씬 저렴한 지포스2 MX(NV11)를 출시했다. MX는 중저가 시장 부문에서 강력한 가치를 지녔으며 OEM PC 제조업체와 사용자 모두에게 인기가 있었다. 지포스 2 울트라는 이 시리즈의 고급 모델이었다.

### 지포스 3 시리즈
2001년 2월에 출시된 지포스 3(NV20)은 지포스 제품군과 소비자 수준 그래픽 가속기에 프로그래밍 가능한 버텍스 및 픽셀 셰이더를 도입했다. 전체적으로 좋은 성능과 셰이더 지원을 제공하여 미드레인지 가격대에 도달하지는 못했지만 매니아들에게 인기를 얻었다. 마이크로소프트 엑스박스 게임 콘솔용으로 개발된 NV2A는 지포스 3의 파생 제품이다.

### 지포스 4 시리즈
2002년 2월에 출시된 당시 최고급 지포스4 Ti(NV25)는 대부분 지포스3의 개선판이었다. 가장 큰 발전에는 앤티앨리어싱 기능 향상, 향상된 메모리 컨트롤러, 두 번째 정점 셰이더, 클럭 속도를 높이기 위한 제조 프로세스 크기 감소 등이 포함되었다. 지포스 4 제품군의 또 다른 구성원인 저가형 지포스4 MX는 지포스2를 기반으로 하며 지포스4 Ti의 일부 기능이 추가되었다. 이는 시장의 가치 부문을 목표로 삼았으며 픽셀 셰이더가 부족했다. 이러한 모델의 대부분은 AGP 4× 인터페이스를 사용했지만 일부는 AGP 8×로 전환을 시작했다.

### 지포스 FX 시리즈
2003년에 출시된 지포스 FX(NV30)는 이전 제품에 비해 아키텍처에 큰 변화가 있었다. GPU는 새로운 셰이더 모델 2 사양을 지원할 뿐만 아니라 이전 타이틀에서도 잘 작동하도록 설계되었다. 그러나 지포스 FX 5800 울트라와 같은 초기 모델은 약한 부동 소수점 셰이더 성능과 과도한 열로 인해 시끄러운 2슬롯 냉각 솔루션이 필요한 문제를 겪었다. 이 시리즈의 제품은 지포스의 5세대인 5000 모델 번호를 가지고 있지만 엔비디아는 "시네마틱한 렌더링의 여명"을 과시하기 위해 지포스 5 대신 지포스 FX로 카드를 판매했다.

### 지포스 6 시리즈
2004년 4월에 출시된 지포스 6(NV40)은 지포스 제품군에 셰이더 모델 3.0 지원을 추가하는 동시에 이전 제품의 약한 부동 소수점 셰이더 성능을 수정했다. 또한 HDR 이미징을 구현하고 SLI(Scalable Link Interface) 및 퓨어비디오 기능(통합 부분 하드웨어 MPEG-2, VC-1, 윈도우 미디어 비디오 및 H.264 디코딩 및 완전히 가속화된 비디오 후처리)을 도입했다.

### 지포스 7 시리즈
7세대 지포스(G70/NV47)는 2005년 6월에 출시되었으며 AGP 버스를 지원할 수 있는 마지막 엔비디아 비디오 카드 시리즈였다. 디자인은 지포스 6의 개선된 버전으로, 주요 개선 사항은 파이프라인 확장과 클럭 속도 증가였다. 지포스 7은 또한 새로운 투명도 슈퍼샘플링과 투명도 멀티샘플링 앤티앨리어싱 모드(TSAA 및 TMAA)를 제공한다. 이러한 새로운 앤티앨리어싱 모드는 나중에 지포스 6 시리즈에서도 활성화되었다. 지포스 7950GT는 엔비디아 라인에서 AGP 인터페이스를 갖춘 최고 성능의 GPU를 선보였다. 이 시대에는 PCI-익스프레스 인터페이스로의 전환이 시작되었다.
RSX Reality Synthesizer라고 불리는 7800 GTX의 128비트, 8 ROP 변형은 소니 플레이스테이션 3에서 메인 GPU로 사용된다.

### 지포스 8 시리즈
2006년 11월 8일에 출시된 8세대 지포스(원래 G80)는 Direct3D 10을 완벽하게 지원하는 최초의 GPU였다. 90nm 프로세스를 사용하여 제조되고 새로운 테슬라 마이크로아키텍처를 기반으로 구축되었으며 통합 셰이더 모델을 구현했다. 처음에는 8800GTX 모델만 출시되었지만 GTS 변형은 제품 라인 수명 몇 달 만에 출시되었으며 중급 및 OEM/메인스트림 카드가 8 시리즈에 통합되는 데 거의 6개월이 걸렸다. 다이는 65nm로 축소되었으며 코드명 G92인 G80 설계 리비전은 8800GS, 8800GT 및 8800GTS-512와 함께 8 시리즈에 구현되었으며, 초기 G80 이후 거의 1년이 지난 2007년 10월 29일에 처음 출시되었다.

### 지포스 9 시리즈 및 100 시리즈
첫 번째 제품은 2008년 2월 21일에 출시되었다. 초기 G92 출시보다 4개월도 되지 않은 모든 9 시리즈 디자인은 단순히 기존 8 시리즈 후반 제품의 개정판일 뿐이다. 9800GX2는 듀얼 PCB 구성에서 최신 8800 카드에 사용되는 두 개의 G92 GPU를 사용하지만 여전히 단일 PCI-익스프레스 16x 슬롯만 필요하다. 9800GX2는 두 개의 별도 256비트 메모리 버스를 사용한다. 각 GPU마다 하나씩, 각각의 512MB 메모리는 카드의 전체 1GB 메모리에 해당한다(칩의 SLI 구성으로 인해 GPU 간 프레임 버퍼 미러링이 필요함). 두 개의 칩을 사용하므로 256비트/512MB 구성의 메모리 성능이 사실상 절반으로 줄어든다. 최신 9800GTX는 단일 G92 GPU, 256비트 데이터 버스 및 512MB의 GDDR3 메모리를 갖추고 있다.
출시 이전에는 관계자들이 차세대 제품이 GPU 코어가 여전히 65nm 프로세스에서 제조되는 상태에서 1 TFLOPS에 가까운 처리 능력을 가지고 있다고 주장하고 엔비디아가 Direct3D 10.1의 중요성을 경시한다는 보고를 제외하고는 구체적인 정보가 알려지지 않았다. 2009년 3월, 몇몇 소식통은 엔비디아가 새로운 지포스 제품 시리즈, 즉 이름이 변경된 9 시리즈 부품으로 구성된 지포스 100 시리즈를 조용히 출시했다고 보도했다. 지포스 100 시리즈 제품은 개별 구매가 불가능했다.

### 지포스 200 시리즈 및 300 시리즈
14억 개의 트랜지스터로 구성된 GT200 그래픽 프로세서(코드명 테슬라)를 기반으로 하는 200 시리즈는 2008년 6월 16일에 출시되었다. 차세대 지포스 시리즈는 시리즈 번호( 예를 들어 8 시리즈 카드의 경우 8800)에 GTX 또는 GTS 접미사(다른 유사한 모델 중에서 '순위'를 표시하는 카드 이름 끝에 사용됨)를 붙인 다음 뒤에 260 및 280과 같은 모델 번호를 추가한다. 이 시리즈는 65nm 다이에 새로운 GT200 코어를 탑재했다. 첫 번째 제품은 지포스 GTX 260과 더 비싼 지포스 GTX 280이었다. 지포스 310은 지포스 210의 리브랜딩인 2009년 11월 27일에 출시되었다. 300 시리즈 카드는 200 시리즈의 DirectX 10.1 호환 GPU로 리브랜딩되었으며 개별 구매가 불가능했던 상품이다.

### 지포스 400 시리즈 및 500 시리즈
2010년 4월 7일, 엔비디아는 새로운 페르미 아키텍처를 기반으로 한 최초의 카드인 코드명 GF100인 지포스 GTX 470 및 GTX 480을 출시했다. 이는 1GB 이상의 GDDR5 메모리를 활용한 최초의 엔비디아 GPU였다. GTX 470과 GTX 480은 출시 당시 GTX 480이 가장 빠른 DirectX 11 카드임에도 불구하고 높은 전력 사용, 높은 온도, 제공되는 성능과 균형을 이루지 못하는 매우 큰 소음으로 인해 큰 비판을 받았다.
2010년 11월, 엔비디아는 GTX 580이라는 향상된 GF100 아키텍처(GF110)를 기반으로 하는 새로운 플래그십 GPU를 출시했다. 이 GPU는 이전 GTX 480보다 더 높은 성능, 더 적은 전력 사용, 발열 및 소음을 특징으로 한다. 이 GPU는 GTX 480보다 훨씬 좋은 평가를 받았다. 엔비디아는 나중에 단일 카드에 2개의 GF110 GPU를 포함하는 GTX 590도 출시했다.

### 지포스 600 시리즈, 700 시리즈 및 800M 시리즈

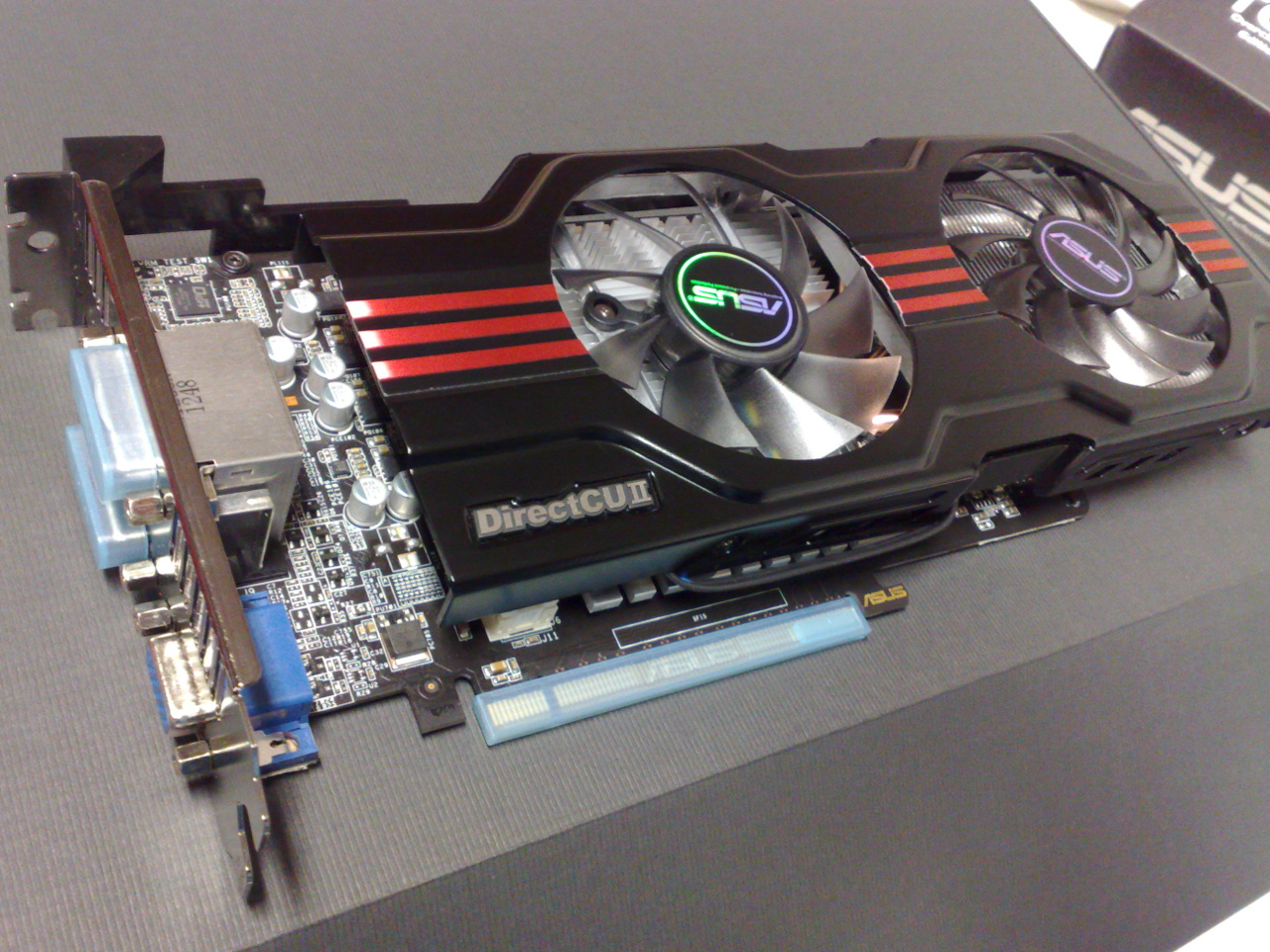
에이수스 엔비디아 지포스 GTX 650 Ti, PCI 익스프레스 3.0 ×16 그래픽 카드

2010년 9월, 엔비디아는 페르미 마이크로아키텍처의 후속 제품이 TSMC 28nm 제조 공정으로 제조된 케플러 마이크로아키텍처가 될 것이라고 발표했다. 이전에 엔비디아는 오크리지 국립연구소의 "타이탄" 슈퍼컴퓨터에 사용할 최고급 GK110 코어를 공급하기로 계약을 맺었고 이로 인해 GK110 코어가 부족해졌다. AMD가 2012년 초에 자체 연례 업데이트인 라데온 HD 7000 시리즈를 출시한 후, 엔비디아는 2012년 3월에 지포스 600 시리즈 출시를 시작했다. 원래 라인업의 중급 부문용으로 의도된 GK104 코어는 주력 GTX 680이 되었다. 페르미 아키텍처에 비해 성능, 열, 전력 효율성이 크게 향상되었으며 AMD의 주력 제품인 라데온 HD 7970과 거의 일치했다. 그 뒤를 이어 듀얼 GK104 GTX 690과 GTX 670이 뒤따랐다. GTX 670은 GK104 코어가 약간 줄어들었고 성능은 GTX 680에 매우 가깝다.
GTX 타이탄과 함께 엔비디아는 GPU 부스트 2.0도 출시했다. 이를 통해 사용자가 지정한 최대 팬 속도를 통과하지 않고 사용자가 설정한 온도 제한에 도달할 때까지 GPU 클럭 속도를 무한정 높일 수 있다. 최종 지포스 600 시리즈 릴리스는 AMD의 라데온 HD 7790 릴리스에 대한 대응으로 GK106 코어를 기반으로 한 GTX 650 Ti BOOST였다. 2013년 5월 말 엔비디아는 여전히 케플러 아키텍처를 기반으로 하는 700 시리즈를 발표했지만 라인업의 최상위에는 GK110 기반 카드가 포함되었다. GTX 780은 가격의 2/3로 거의 동일한 성능을 달성한 약간 축소된 타이탄이었다. 동일한 고급 레퍼런스 쿨러 디자인을 특징으로 하지만 잠금 해제된 배정밀도 코어가 없었고 3GB 메모리가 장착되었다.
동시에 엔비디아는 이전에 공개하지 않았던 케플러 아키텍처에 내장된 통합 H.264 인코더를 사용하는 화면 캡처 솔루션인 섀도플레이(ShadowPlay)를 발표했다. 캡처 카드 없이 게임 플레이를 녹화하는 데 사용할 수 있으며 소프트웨어 녹화 솔루션에 비해 성능 저하가 거의 없으며 이전 세대 지포스 600 시리즈 카드에서도 사용 가능했다. 그러나 섀도플레이의 소프트웨어 베타는 여러 차례 지연을 겪었고 2013년 10월 말까지 출시되지 않았다. GTX 780이 출시된 지 일주일 후, 엔비디아는 GTX 770을 GTX 680의 브랜드로 바꾸겠다고 발표했다. 곧 GK104 코어를 기반으로 하고 GTX 660 Ti와 유사한 GTX 760에 의해 출시되었다. 엔비디아가 엔비디아가 언급하지 않은 케플러 아키텍처의 또 다른 기능인 G-Sync를 발표했지만 2013년에는 더 이상 700 시리즈 카드가 출시되지 않았다. 티어링과 흔들림을 방지하기 위해 2014년에 출시되었다. 그러나 지난 10월 AMD는 GTX 780보다 100달러 저렴한 R9 290X를 출시했다. 이에 대응하여 엔비디아는 GTX 780의 가격을 150달러 인하하고 2880코어 GK110을 탑재한 GTX 780 Ti를 출시했다. GTX 타이탄보다 훨씬 더 강력한 코어와 함께 오버클럭을 개선하고 AMD의 새 릴리스보다 앞서 나갈 수 있는 전력 공급 시스템이 향상되었다.
지포스 800M 시리즈는 케플러 아키텍처를 기반으로 브랜드가 변경된 700M 시리즈 부품과 최신 맥스웰 아키텍처를 기반으로 한 일부 저가형 부품으로 구성된다.

### 지포스 900 시리즈
2013년 3월, 엔비디아는 케플러의 후속 제품이 맥스웰 마이크로아키텍처가 될 것이라고 발표했다. 2014년 9월 GM10x 시리즈 칩과 함께 출시되었으며 OEM의 새로운 전력 효율성 아키텍처 개선과 데스크톱 GTX 750/750 ti 및 모바일 GTX 850M/860M의 낮은 TDP 제품을 강조했다. 그해 말 엔비디아는 고급 사용자를 위한 GM20x 칩으로 TDP를 추진했으며, 데스크톱용 800 시리즈를 완전히 건너뛰고 900 시리즈 GPU를 사용했다.
이는 DVI-I를 통해 아날로그 비디오 출력을 지원하는 마지막 지포스 시리즈이다. 그러나 아날로그 디스플레이 어댑터가 존재하며 디지털 디스플레이포트, HDMI 또는 DVI-D(디지털)를 변환할 수 있다.

### 지포스 10 시리즈
2014년 3월 엔비디아는 맥스웰의 후속 제품이 파스칼 마이크로아키텍처가 될 것이라고 발표했다. 2016년 5월 6일에 발표되었으며 몇 주 뒤인 5월 27일과 6월 10일에 각각 출시되었다. 아키텍처 개선점은 다음을 포함한다:
- 파스칼에서 SM(스트리밍 멀티프로세서)은 128개의 CUDA 코어로 구성된다. 케플러는 192개, 페르미 32개, 테슬라는 8개의 CUDA 코어만 SM에 담았다. GP100 SM은 두 개의 처리 블록으로 분할되며, 각각은 32개의 단정밀도 CUDA 코어, 명령어 버퍼, 워프 스케줄러, 2개의 텍스처 매핑 단위 및 2개의 디스패치 단위를 포함한다.
- GDDR5X – 10Gbit/s 데이터 전송률과 업데이트된 메모리 컨트롤러를 지원하는 새로운 메모리 표준이다. 엔비디아 타이탄 X(및 타이탄 Xp), GTX 1080, GTX 1080 Ti 및 GTX 1060(6GB 버전)만 GDDR5X를 지원한다. GTX 1070 Ti, GTX 1070, GTX 1060(3GB 버전), GTX 1050 Ti, GTX 1050은 GDDR5를 사용한다.
- 통합 메모리 – CPU와 GPU가 "페이지 마이그레이션 엔진"이라는 기술을 사용하여 기본 시스템 메모리와 그래픽 카드의 메모리 모두에 액세스할 수 있는 메모리 아키텍처이다.
- NVLink – CPU와 GPU 사이, 그리고 여러 GPU 사이의 고대역폭 버스이다. PCI 익스프레스를 사용하여 얻을 수 있는 것보다 훨씬 더 빠른 전송 속도를 허용한다. 80~200GB/s를 제공하는 것으로 추정된다.
- 16비트(FP16) 부동 소수점 연산은 32비트 부동 소수점 연산("단정밀도")의 두 배 속도로 실행될 수 있으며 64비트 부동 소수점 연산("이중 정밀도")은 절반의 속도로 실행될 수 있다. 32비트 부동 소수점 연산 속도(Maxwell 1/32 속도)로 추산된다.
- 이전 TSMC 28nm 대신 더욱 발전된 프로세스 노드인 TSMC 12nm를 사용한다.

### 지포스 20 시리즈 및 16 시리즈
2018년 8월, 엔비디아는 파스칼의 지포스 후속 제품을 발표했다. 새로운 마이크로아키텍처 이름은 시그라프(Siggraph) 2018 컨퍼런스에서 "튜링"으로 공개되었다. 이 새로운 GPU 마이크로아키텍처는 실시간 광선 추적 지원 및 AI 추론을 가속화하는 것을 목표로 한다. 프로세서를 하드웨어의 광선 추적 전용으로 지정할 수 있는 새로운 광선 추적 장치(RT 코어)가 특징이다. 이는 마이크로소프트 DirectX 12의 DXR 확장을 지원한다. 엔비디아는 새로운 아키텍처가 이전 파스칼 아키텍처보다 최대 6배 빠르다고 주장한다. 볼타가 AI 딥 러닝 가속화를 도입한 이후 완전히 새로운 텐서 코어 디자인은 AI를 사용하여 성능에 미치는 영향을 줄이면서 더 선명한 이미지를 제공하는 새로운 형태의 앤티앨리어싱인 DLSS(딥 러닝 슈퍼 샘플링)를 활용할 수 있게 해준다. 또한 부동 소수점 데이터 경로와 병렬로 실행할 수 있는 정수 실행 단위를 변경한다. 이전 세대에 비해 대역폭이 두 배로 늘어난 새로운 통합 캐시 아키텍처도 발표되었다.
새로운 GPU는 쿼드로 RTX 8000, 쿼드로 RTX 6000 및 쿼드로 RTX 5000으로 공개되었다. 고급형 쿼드로 RTX 8000은 4,608개의 CUDA 코어와 576개의 텐서 코어와 48GB VRAM을 갖추고 있다. 나중에 Gamescom 기자 회견에서 엔비디아의 CEO 젠슨 황은 튜링 아키텍처를 사용할 RTX 2080 Ti, 2080 및 2070이 포함된 새로운 지포스 RTX 시리즈를 공개했다. 첫 번째 튜링 카드는 2018년 9월 20일에 소비자에게 배송될 예정이었다. 엔비디아는 CES 2019에서 2019년 1월 6일 RTX 2060을 발표했다.
2019년 7월 2일, 엔비디아는 RTX 2060, 2070 및 2080의 더 높은 사양 버전으로 구성된 20 시리즈 리프레시인 지포스 RTX 슈퍼 카드 라인을 발표했다. RTX 2070 및 2080은 단종되었다.
2019년 2월, 엔비디아는 지포스 16 시리즈를 발표했다. 지포스 20 시리즈에 사용된 것과 동일한 튜링 아키텍처를 기반으로 하지만 텐서(AI) 및 RT(레이 트레이싱) 코어를 비활성화하여 게이머에게 보다 저렴한 그래픽 카드를 제공하는 동시에 이전 지포스 세대에 비해 더 높은 성능을 달성한다.
RTX 슈퍼 리프레시와 마찬가지로 엔비디아는 2019년 10월 29일에 슈퍼가 아닌 카드를 대체하는 GTX 1650 슈퍼 및 1660 슈퍼 카드를 발표했다.
2022년 6월 28일, 엔비디아는 저사양 게이머를 위한 GTX 1630 카드를 조용히 출시했다.

### 지포스 30 시리즈
엔비디아는 지포스 특별 이벤트에서 지포스 20 시리즈의 후속 제품이 암페어 마이크로아키텍처를 기반으로 하는 30 시리즈가 될 것이라고 공식 발표했다. 소개된 지포스 특별 이벤트는 2020년 9월 1일에 진행되었으며, RTX 3080 GPU의 공식 출시일은 9월 17일, RTX 3090 GPU의 공식 출시일은 9월 24일, RTX 3070 GPU의 공식 출시일은 10월 29일이다. 최신 GPU 출시는 RTX 3090 Ti이다. RTX 3090 Ti는 암페어 마이크로아키텍처의 최고급 엔비디아 GPU이며, TSMC의 공급 부족으로 인해 삼성 8nm 노드에 구축된 완전히 잠금 해제된 GA102 다이를 갖추고 있다. RTX 3090 Ti에는 10,752개의 CUDA 코어, 336개의 Tensor 코어 및 텍스처 매핑 장치, 112개의 ROP, 84개의 RT 코어, 384비트 버스가 있는 24GB의 GDDR6X 메모리가 있다. RTX 2080 Ti와 비교할 때 3090 Ti에는 6,400개의 CUDA 코어가 더 많다. 전 세계적인 칩 부족으로 인해 30 시리즈는 스캘퍼와 높은 수요로 인해 30 시리즈와 AMD RX 6000 시리즈의 GPU 가격이 급등하면서 논란의 여지가 있었다.

### 지포스 40 시리즈 (현재)
2022년 9월 20일, 엔비디아는 지포스 40 시리즈 그래픽 카드를 발표했다. 이들은 2022년 10월 12일에 RTX 4090, 2022년 11월 16일에 RTX 4080, 2023년 1월 3일에 RTX 4070 Ti, 2023년 4월 13일에 RTX 4070, RTX 4060으로 출시되었다. Ti는 2023년 5월 24일에, RTX 4060은 올해 7월에 출시된다. RTX 4050과 같은 더 많은 40 시리즈가 2024년에 출시될 예정이다. 이 시리즈는 에이다 러브레이스(Ada Lovelace) 아키텍처를 기반으로 구축되었으며 현재 부품 번호는 "AD102", "AD103", "AD104" "AD106" 및 "AD107"이다. 이 부품은 엔비디아를 위해 맞춤 설계된 프로세스인 TSMC N4 프로세스 노드를 사용하여 제조된다. RTX 4090은 현재 대기업이 출시한 메인스트림 시장에서 가장 빠른 칩으로, 약 16,384개의 CUDA 코어, 2.2/2.5GHz의 부스트 클럭, 24GB의 GDDR6X, 384비트 메모리 버스, 128개의 3세대 RT 코어, 512개의 4세대 텐서 코어, DLSS 3.0 및 450W TDP 등으로 구성된다.

### 지포스 50 시리즈
블랙웰 마이크로아키텍처를 기반으로 하는 지포스 50 시리즈는 CES 2025에서 발표되었으며 2025년 1월에 출시된다. 엔비디아 CEO 젠슨 황은 RTX 5070, RTX 5070 Ti, RTX 5080 및 RTX 5090의 가격을 제시했다.

## 종류

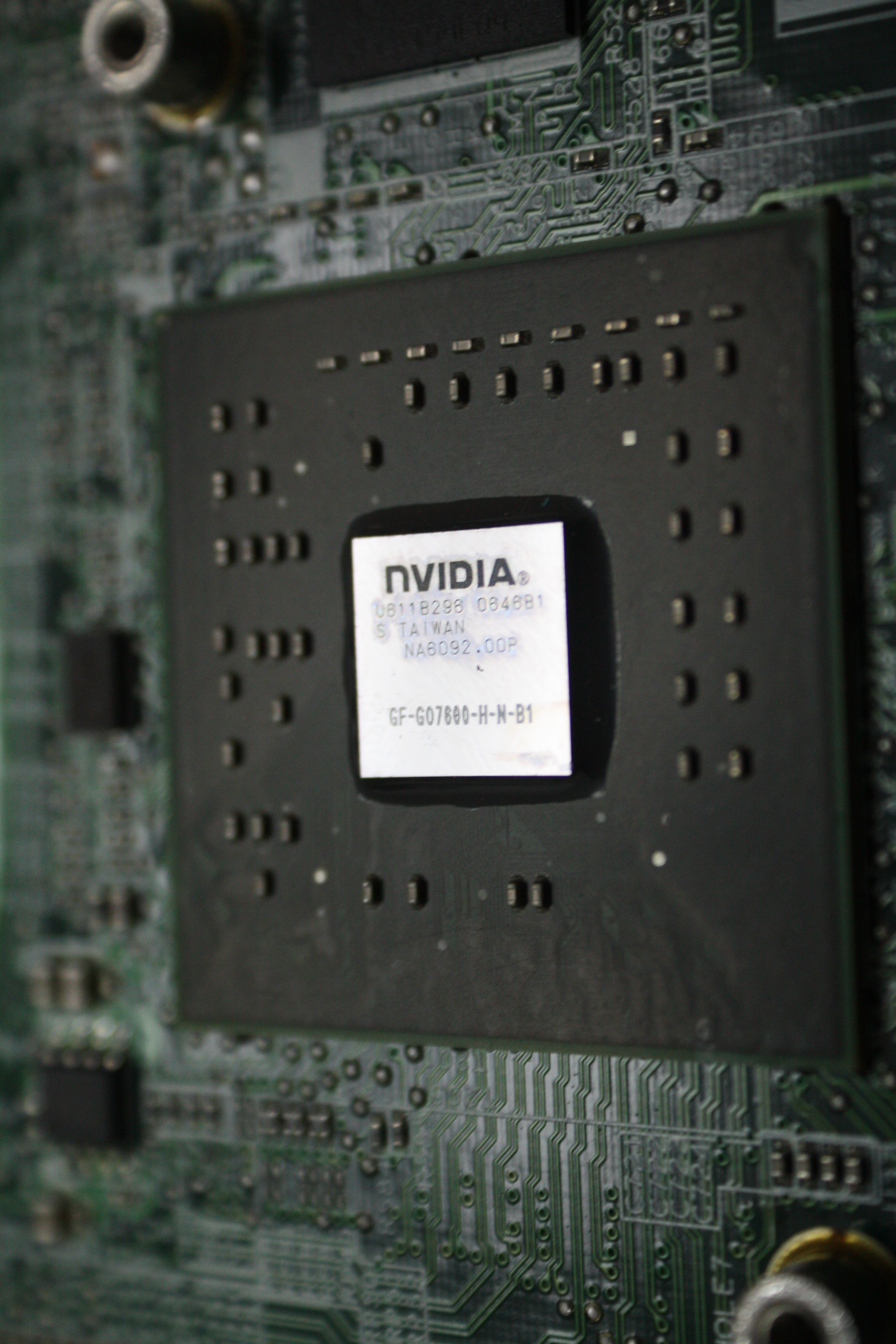
HP 파빌리온 dv9000 메인보드에 납땜된 엔비디오 지포스 고(Nvidia GeForce Go) 7800

### 지포스 MX
지포스 MX(Geforce MX)는 엔비디아사의 지포스 256에서 지포스 4사이의 저가형 그래픽 카드 상표이다. 초기의 지포스 제품은 컴퓨터 게임 시장에서 고가의 디자인으로 판매되었지만 그 뒤에 제품의 낮은 가격대부터 고가 모델에 이르기까지 다양한 제품의 상표로 사용되었다. 이를테면 지포스 256, 지포스 2, 지포스 3, 지포스 4에 MX 모델이 채용되었다.

### 모바일 GPU
지포스 2 시리즈 이후 엔비디아는 지포스 고 브랜드로 수많은 노트북 컴퓨터용 그래픽 칩셋을 생산해 왔다. 데스크톱에 있는 대부분의 기능은 모바일에도 있다. 이러한 GPU는 일반적으로 노트북 PC 및 소형 데스크톱에 사용하기 위해 낮은 전력 소비와 낮은 발열에 최적화되어 있다.
지포스 8 시리즈부터 지포스 고 브랜드가 중단되고 모바일 GPU가 지포스 GPU의 메인 라인과 통합되었지만 이름 뒤에 M이 붙었다. 이는 2016년 노트북 지포스 10 시리즈 출시로 끝났습니다 – 엔비디아 M 접미사를 삭제하고 데스크톱과 노트북 GPU 제품 간의 브랜딩을 통합하기로 결정했다. 노트북 파스칼 GPU는 데스크톱 GPU(엔비디아가 2015년에 "데스크톱급" 노트북 GTX 980 GPU로 테스트한 내용)만큼 강력하기 때문이다.
이전에 엔비디아가 보급형 데스크톱 GPU로 사용했던 지포스 MX 브랜드는 2017년 노트북용 지포스 MX150 출시와 함께 부활했다. MX150은 데스크톱 GT 1030에 사용된 것과 동일한 파스칼 GP108 GPU를 기반으로 하며 2017년 6월에 조용히 출시되었다.

### 소형 폼 팩터 GPU
모바일 GPU와 유사하게 엔비디아는 올인원 데스크톱에서 사용할 수 있는 "소형 폼 팩터" 형식의 몇 가지 GPU도 출시했다. 이러한 GPU에는 모바일 제품에 사용되는 M과 유사한 S가 접미사로 붙는다.

### 내장형 데스크톱 메인보드 GPU
엔포스 4부터 엔비디아는 메인보드 칩셋에 온보드 그래픽 솔루션을 포함하기 시작했다. 이를 mGPU(메인보드 GPU)라고 한다. 엔비디아는 2009년에 이러한 mGPU를 포함한 엔포스 제품군을 중단했다.
엔포스 제품군이 중단된 후 엔비디아는 2009년에 메인보드에 고정된 저가형 지포스 9 시리즈 GPU와 협력하여 인텔 아톰 CPU로 구성된 이온(Ion) 라인을 출시했다. 엔비디아는 2010년에 업그레이드된 이온 2를 출시했는데, 이번에는 저가형 지포스 300 시리즈 GPU가 포함되어 있다.

## 제품 이름 지정 계획
지포스 4 시리즈부터 지포스 9 시리즈까지는 아래와 같은 명명 체계가 사용된다.
| 그래픽 카드 분류 | 숫자 범위 | 접미사                                                                                 | 가격대 (USD) | 셰이더 크기 | 메모리      | 메모리  | 메모리  | 예시 제품                         |
| 그래픽 카드 분류 | 숫자 범위 | 접미사                                                                                 | 가격대 (USD) | 셰이더 크기 | 유형        | 버스 폭 | 크기    | 예시 제품                         |
| ---------------- | --------- | -------------------------------------------------------------------------------------- | ------------ | ----------- | ----------- | ------- | ------- | --------------------------------- |
| 엔트리 레벨      | 000–550   | SE, LE, no suffix, GS, GT, Ultra                                                       | < $100       | < 25%       | DDR, DDR2   | 25–50%  | ~25%    | GeForce 9400 GT, GeForce 9500 GT  |
| 미드레인지       | 600–750   | VE, LE, XT, no suffix, GS, GSO, GT, GTS, Ultra                                         | $100–175     | 25–50%      | DDR2, GDDR3 | 50–75%  | 50–75%  | GeForce 9600 GT, GeForce 9600 GSO |
| 하이엔드         | 800–950   | VE, LE, ZT, XT, no suffix, GS, GSO, GT, GTO, GTS, GTX, GTX+, Ultra, Ultra Extreme, GX2 | > $175       | 50–100%     | GDDR3       | 75–100% | 50–100% | GeForce 9800 GT, GeForce 9800 GTX |

지포스 100 시리즈부터는 지포스 + 접두사 + 숫자 + 접미사(지포스 400 시리즈 이후 일부 제품에만) 방식을 유지하고 있다.
접두사는 RTX, GTX, GTS, GT, G를 사용하며(이 중 GTS 접두사는 지포스 400 시리즈까지만 사용되고 더 이상 사용되지 않고, RTX 접두사는 지포스 20 시리즈부터 사용된다.), 각각 고급형, 중급형, 보급형에 속하는 제품이 된다. 지포스 400 시리즈와 500 시리즈는 접미사 SE가 붙으면 그렇지 않은 제품보다 성능이 하향된 제품이며, 지포스 500 시리즈 이후에는 접미사 Ti가 붙으면 그렇지 않은 제품보다 성능이 상향된 제품이다.
숫자는 세자리 수로 구성되며, 백의자리수는 아키텍처나 공정이 바뀔 경우나 필요에 의해서 올라가며(현재 100번대와 300번대는 OEM 제품에 해당한다), 십의자리와 일의자리는 해당 제품군 성능의 상대적인 위치를 나타낸다.(높은 수일수록 더 좋은 성능을 낸다.)
| 그래픽 카드 분류 | 접두사                | 숫자 범위 (마지막 2자리) | 가격대 (USD) | 셰이더 크기 | 메모리                                | 메모리  | 메모리  | 예시 제품                                                 |
| 그래픽 카드 분류 | 접두사                | 숫자 범위 (마지막 2자리) | 가격대 (USD) | 셰이더 크기 | 유형                                  | 버스 폭 | 크기    | 예시 제품                                                 |
| ---------------- | --------------------- | ------------------------ | ------------ | ----------- | ------------------------------------- | ------- | ------- | --------------------------------------------------------- |
| 엔트리 레벨      | no prefix, G, GT, GTX | 00–45                    | < $100       | < 25%       | DDR2, DDR3, GDDR3, DDR4, GDDR5, GDDR6 | 25–50%  | ~25%    | GeForce GT 420, GeForce GT 1010, GeForce GTX 1630         |
| 미드레인지       | GTS, GTX, RTX         | 50–65                    | $100–300     | 25–50%      | GDDR3, GDDR5, GDDR5X, GDDR6           | 50–75%  | 50–100% | GeForce GTS 450, GeForce GTX 960, GeForce RTX 3050        |
| 하이엔드         | GTX, RTX              | 70–95                    | > $300       | 50–100%     | GDDR3, GDDR5, GDDR5X, GDDR6, GDDR6X   | 75–100% | 75–100% | GeForce GTX 295, GeForce GTX 1070 Ti, GeForce RTX 2080 Ti |

지포스 100 시리즈 이후 예시
- 지포스 GTX 970 - 엔비디아 그래픽카드 지포스 제품 중 고급형에 해당하는 900번대 제품
- 지포스 GTS 450 - 엔비디아 그래픽카드 지포스 제품 중 중급형에 해당하는 400번대 제품
- 지포스 GT 630 - 엔비디아 그래픽카드 지포스 제품 중 보급형에 해당하는 600번대 제품
- 지포스 RTX 3080 - 엔비디아 그래픽카드 지포스 제품 중 고급형에 해당하는 3000번대 제품

비고
1. ↑  Suffixes indicate its performance layer, and those listed are in order from weakest to most powerful. Suffixes from lesser categories can still be used on higher performance cards, example: GeForce 8800 GT.
2. ↑  Price range only applies to the most recent generation and is a generalization based on pricing patterns.
3. ↑  Shader amount compares the number of shaders pipelines or units in that particular model range to the highest model possible in the generation.

- 지포스 4 등 초기 카드들은 비슷한 패턴을 따른다.
- 예) 엔비디아의 성능 그래프 참고.

## 그래픽 장치 드라이버

### 공식 사유 드라이버
엔비디아는 윈도우 10 x86/x86-64 이상, 리눅스 x86/x86-64/ARMv7-A, OS X 10.5 이상, Solaris x86/x86-64 및 FreeBSD x86/x86-64용 지포스 드라이버를 개발하고 게시한다. 최신 버전은 엔비디아에서 다운로드할 수 있으며 대부분의 리눅스 배포판에는 자체 저장소에 포함되어 있다. 2014년 7월 8일부터 엔비디아 지포스 드라이버 340.24는 EGL 인터페이스를 지원하여 이 드라이버와 함께 웨이랜드를 지원할 수 있다. 이는 동일한 하드웨어를 기반으로 하지만 OpenGL 인증 그래픽 장치 드라이버를 갖춘 엔비디아 쿼드로 브랜드의 경우 다를 수 있다. 벌컨 그래픽 API가 공개된 날 엔비디아는 이를 완벽하게 지원하는 드라이버를 출시했다. 엔비디아는 2014년부터 특정 비디오 게임 출시와 동시에 최적화된 드라이버를 출시했으며, 2022년 4월에는 400개의 게임을 지원하는 150개의 드라이버를 출시했다.
nvidia-modeset.ko라는 새로운 커널 모듈 형태의 DRM 모드 설정 인터페이스에 대한 기본 지원은 버전 358.09 베타부터 제공되었다. 지원되는 GPU에서 엔비디아의 디스플레이 컨트롤러 지원은 nvidia-modeset.ko에 집중되어 있다. 기존 디스플레이 상호 작용(X11 모드 세트, OpenGL 스왑버퍼, VDPAU 프리젠테이션, SLI, 스테레오, 프레임록, G-Sync 등)은 다양한 사용자 모드 드라이버 구성 요소에서 시작되어 nvidia-modeset.ko로 이동한다.
2022년 5월, 엔비디아는 리눅스 배포판의 일부로 패키징되는 기능을 향상시키기 위해 (GSP 지원) 튜링 아키텍처 이상을 위한 부분적인 오픈 소스 드라이버를 출시할 것이라고 발표했다. 엔비디아는 출시 당시 드라이버를 소비자 GPU용 알파 품질과 데이터센터 GPU용 프로덕션 준비가 된 것으로 간주했다. 현재 드라이버의 사용자 공간 구성 요소(OpenGL, 벌컨 및 CUDA 포함)는 독점 상태로 유지된다. 또한 드라이버의 오픈 소스 구성 요소는 이제 오픈 소스 드라이버를 실행하는 데 필요한 RISC-V 바이너리 블롭(Blob)인 GPU 시스템 프로세서(GSP) 펌웨어용 래퍼(CPU-RM)일 뿐이다. GPU 시스템 프로세서는 GPU 초기화 및 관리 작업을 오프로드하는 데 사용되는 "팰컨"이라는 코드명 RISC-V 보조 프로세서이다. 드라이버 자체는 여전히 호스트 CPU 부분(CPU-RM)과 GSP 부분(GSP-RM)으로 분할되어 있다. 윈도우 11 및 리눅스 독점 드라이버도 GSP 활성화를 지원하고 게임 속도를 더욱 빠르게 만든다. CUDA는 버전 11.6부터 GSP를 지원한다. 다가오는 리눅스 커널 6.7은 누보(Nouveau)에서 GSP를 지원한다.

### 서드파티 자유-오픈 소스
커뮤니티에서 만든 자유-오픈 소스 드라이버는 엔비디아에서 출시한 드라이버의 대안으로 존재한다. 오픈 소스 드라이버는 주로 리눅스용으로 개발되었지만 다른 운영 체제에 대한 포트도 있을 수 있다. 가장 눈에 띄는 대체 드라이버는 리버스 엔지니어링된 자유-오픈 소스 누보(Nouveau) 그래픽 장치 드라이버이다. 엔비디아는 엔비디아가 누보 드라이버에 코드를 제공했지만 해당 제품에 대한 추가 장치 드라이버에 대한 지원을 제공하지 않겠다고 공개적으로 발표했다.
자유-오픈 소스 드라이버는 지포스 브랜드 카드에서 사용할 수 있는 기능의 상당 부분(전부는 아님)을 지원한다. 예를 들어, 2014년 1월 현재 누보 드라이버에는 GPU 및 메모리 클럭 주파수 조정과 관련 동적 전원 관리에 대한 지원이 부족하다. 또한 엔비디아의 독점 드라이버는 다양한 벤치마크에서 지속적으로 누보보다 우수한 성능을 발휘한다. 그러나 2014년 8월 및 리눅스 커널 메인라인 버전 3.16부터 엔비디아의 기여로 GPU 및 메모리 클럭 주파수 조정에 대한 부분 지원이 구현되었다.

#### 라이선스 및 개인정보보호 문제
라이선스에는 리버스 엔지니어링 및 복사에 대한 공통 조항이 있으며 보증 및 책임을 부인한다.
2016년부터 지포스 라이선스에는 엔비디아가 "소프트웨어는 소프트웨어와 함께 사용할 수 있도록 해당 시스템을 적절하게 최적화하기 위해 고객의 시스템에 대한 비개인 식별 정보에 액세스, 수집, 업데이트 및 구성할 수 있다."라고 명시되어 있다. 개인 정보 보호 정책에는 "현재 브라우저에서 설정된 "추적 금지" 신호에 응답할 수 없다. 또한 제3자 온라인 광고 네트워크 및 소셜 미디어 회사가 정보를 수집하는 것을 허용한다. 귀하에 대해 당사가 수집한 개인정보와 이러한 [쿠키 및 비콘] 기술을 통해 수집된 탐색 및 추적 정보를 결합한다."고 명시되어 있다.
소프트웨어는 사용을 최적화하도록 사용자 시스템을 구성하며 라이선스에는 "엔비디아는 (a) 변경 사항과 관련하여 발생하는 해당 시스템의 손상이나 손실(데이터 또는 액세스 손실 포함)에 대해 책임을 지지 않는다. 구성, 애플리케이션 설정, 환경 변수, 레지스트리, 드라이버, BIOS 또는 소프트웨어를 통해 시작되는 시스템(또는 해당 시스템의 일부)의 기타 속성"으로 명시하고 있다.

### GeForce Experience
GeForce Experience는 엔비디아 섀도플레이를 포함한 여러 도구가 포함된 프로그램이다.
2019년 3월 26일 보안 업데이트 이전 심각한 보안 취약점으로 인해 GeForce Experience 사용자는 원격 코드 실행, 서비스 거부 및 권한 상승 공격에 취약했다. 새 드라이버를 설치할 때 GeForce Experience는 사용자에게 선택권을 주지 않고 60초 카운트다운 후 시스템을 강제로 다시 시작할 수 있다.

## 같이 보기
- 그래픽 카드
- 라데온